# John Gillingham
John Bennett Gillingham (né le 3 août 1940) est un professeur émérite d'histoire médiévale à la London School of Economics. Le 19 juillet 2007, il est élu membre de la British Academy.
Gillingham est renommé en tant qu'expert de l'Empire Plantagenêt.

## Ouvrages
Liste des ouvrages écrits par Gillingham
- Richard the Lionheart (Weidenfeld and Nicolson, 1978)
- The Wars of the Roses: peace and conflict in fifteenth-century England (Weidenfeld and Nicolson, 1981)
- The Angevin Empire (E. Arnold, 1984)
- Richard Cœur de Lion: kingship, chivalry and war in the twelfth century (Hambledon Press, 1994)
- Richard I (Yale University Press, 1999), extrait de la série Yale English Monarchs
- The English in the Twelfth Century: imperialism, national identity, and political values (Boydell and Brewer, 2000)